# Sessa
Sessa es una comuna suiza del cantón del Tesino, situada en el distrito de Lugano, círculo de Sessa. Limita al norte con la comuna de Astano, al este con Curio, Bedigliora y Croglio, al sur con Monteggio, y al oeste con Dumenza (IT-VA).

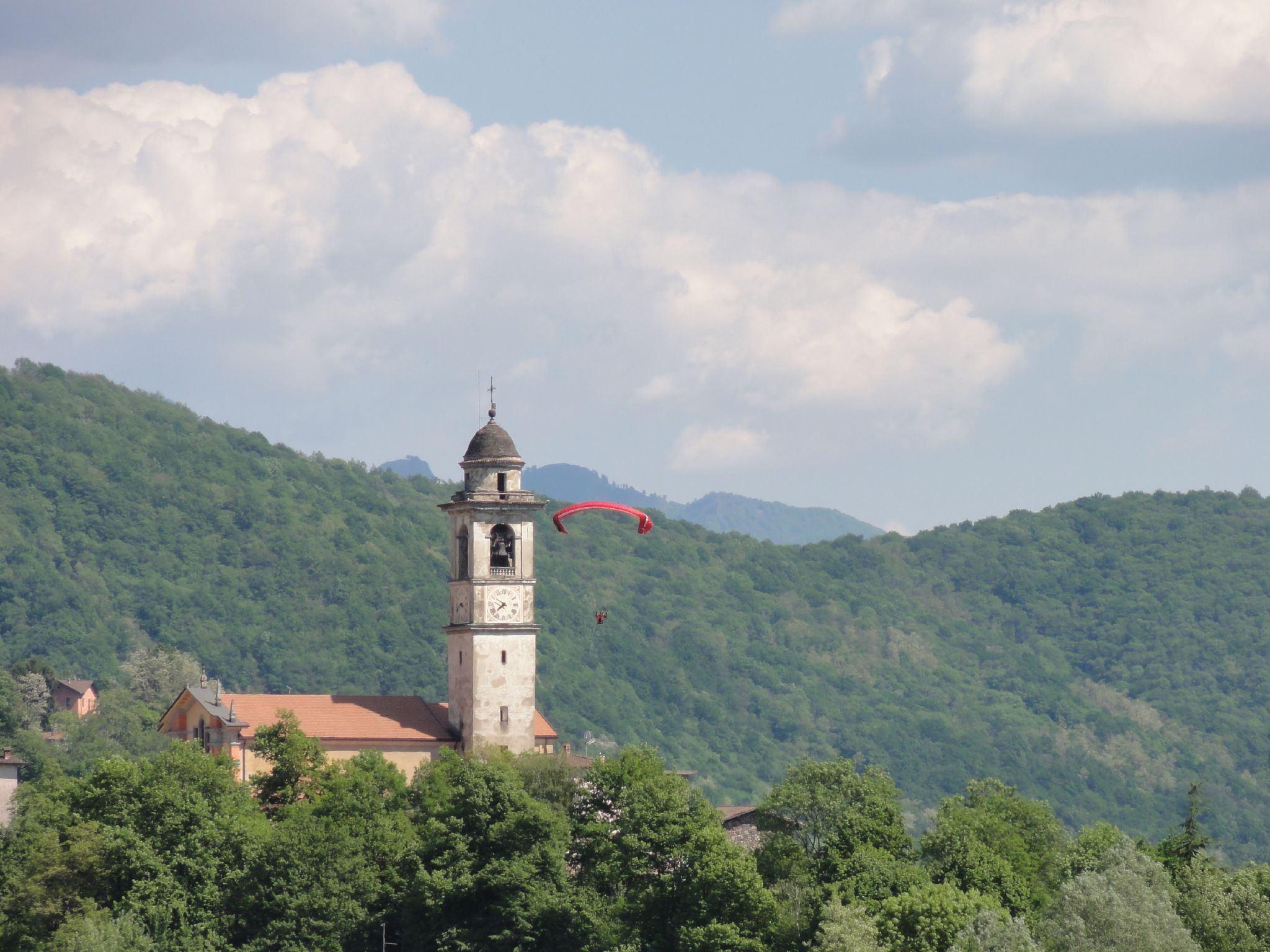
Vista de la iglesia de Sessa.

## Personas destacadas
- Ignazio Cassis, político suizo.